# Новосёловка (Енакиевский городской совет)
Новосёловка (укр. Новоселівка) — село на Украине, находится в Енакиевском горсовете Донецкой области. Находится под контролем самопровозглашённой Донецкой Народной Республики.

## География
В Донецкой области имеется ещё 6 одноимённых населённых пунктов, в том числе село Новосёловка в соседнем Ясиноватском районе, село Новосёловка Макеевского городского совета, расположенное между городами Енакиево и Макеевка, село Новосёловка к югу от Донецка в Старобешевском районе.

#### Соседние населённые пункты по сторонам света
С, СЗ: город Горловка
З: Пятихатки, Фёдоровка
СВ: Каютино
В: Карло-Марксово
ЮВ: город Енакиево, Старопетровское
Ю, ЮЗ: Корсунь

## Население
Население по переписи 2001 года составляло 163 человека.

## Адрес местного совета
86485, Донецкая область, Енакиевский горсовет, пгт. Карло-Марксово, ул.Магистральна, 25, тел. 91-213-88 (через коммутатор). Телефонный код — 6252.